# Eduard Pütsep
Eduard Pütsep (Vastseliina, 21 ottobre 1898 – Kuusamo, 22 agosto 1960) è stato un lottatore estone.
Ha vinto una medaglia d'oro olimpica nella lotta greco-romana alle Olimpiadi di Parigi 1924, in particolare nella categoria pesi gallo.
Ha partecipato anche alle Olimpiadi 1920 e alle Olimpiadi 1928.
Nel 1922 ha conquistato una medaglia d'argento ai campionati mondiali di lotta svoltisi a Stoccolma, mentre nel 1927 ha ottenuto una medaglia d'argento ai campionati europei di lotta di Budapest, in entrambi i casi nella lotta greco-romana, pesi gallo.